# ナポレオン・ダイナマイト
『ナポレオン・ダイナマイト』（Napoleon Dynamite）は、2004年のアメリカ映画。
日本では『バス男』の邦題でDVDスルーされた後、『ナポレオン・ダイナマイト』と改題された（後述の#日本参照）。

## 概説
アメリカで公開された20世紀フォックス配給のスクールコメディ映画。2004年にアメリカのミニシアターで小規模公開されていたが、口コミでの話題から全米公開のヒット作となった。
構造としては本作の監督であるジャレッド・ヘスの、学生時代の習作である短編映画『Peluca』をベースとして大幅にふくらませたもので、そこで用いられていた演出や表現を散りばめて作られている。
『ビバリーヒルズ青春白書』のような、都会の金持ちのかっこいい理想的な高校生活とはまったく対極的な、田舎のダサくて冴えない高校生たち3人の友情物語であり、思い出すのも恥ずかしいほど不器用な実際の青春時代というものを、オフビートかつコメディタッチで肯定的に描き出したことから、かえって多くの人々の郷愁と共感を呼んだ。また、いわゆるカルト映画の1つとも見なされており、「Vote For Pedro」（ペドロに一票を）と書かれたTシャツが業界人に流行しただけでなく、キャラクター人形などの関連商品展開も行われている。
夫妻で共同脚本を担当したジャレッドとジェルーシャや主演俳優のジョン・ヘダーは、みなブリガム・ヤング大学の卒業生であり、敬虔なモルモン教徒でもある。そのため、この映画にはいわゆる「カース・ワード」（fuck, shit, ass）などは使われていない。

## 日本
日本では劇場公開されず、アメリカでの公開終了後に『バス男』という日本語題でビデオスルーとして発表された（日本語での作品紹介の際は『ナポレオン・ダイナマイト』とカタカナ書きされていた）。
ビデオ発売時の日本語題『バス男』は、主人公のナポレオンがバス通学をしているというただ1点から、当時日本でヒットしていた『電車男』に似せタイトルを付けられた。また主人公がおたく風というだけで『電車男』に似ている要素はほとんど存在しない（主人公が特別バスを愛しているという描写は存在せず、上記のシーンも日常のワンシーンとして描かれている）。さらにパッケージには「キターーーー(゜∀゜)ーーーー!!!!!」などという『電車男』を想起させる文言も書かれていた。販促目的でつけられたこの日本語題は酷評されることが多く、「日本一最悪な日本語題」と言われることすらあった。このため日本でも原題そのままの『ナポレオン・ダイナマイト』で呼ばれることもあった。2013年10月には、『電車男』ブームに便乗したタイトルを付けたことに対する謝罪文を付けて、原題の『ナポレオン・ダイナマイト』へ改題して再発売された。

## あらすじ
アイダホ州の辺鄙な田舎町に住み、引きこもりの兄キップやオフロードバイクが趣味の祖母と3人暮らしのナポレオンは、見るからに冴えない高校生。自家用車もないため、小学生が主な乗客であるスクールバスで高校へ通っては、変わり者としていつも周囲に馬鹿にされ、いじめられている。
ところが、祖母は砂漠でバイク事故に遭って入院し、かつてアメフトでレギュラーに選ばれず未だに未練がましく燻ぶり続けている叔父のリコが、保護者代わりとして家にやってくる。また、学校では冴えない変わり者のデビーやメキシコ系移民の転校生ペドロが、ナポレオンと友達になる。すると、ペドロが「生徒会長選挙に立候補したい」と言い出す。ナポレオンとデビーは、なんとかペドロを当選させようと奔走する。

## 登場人物

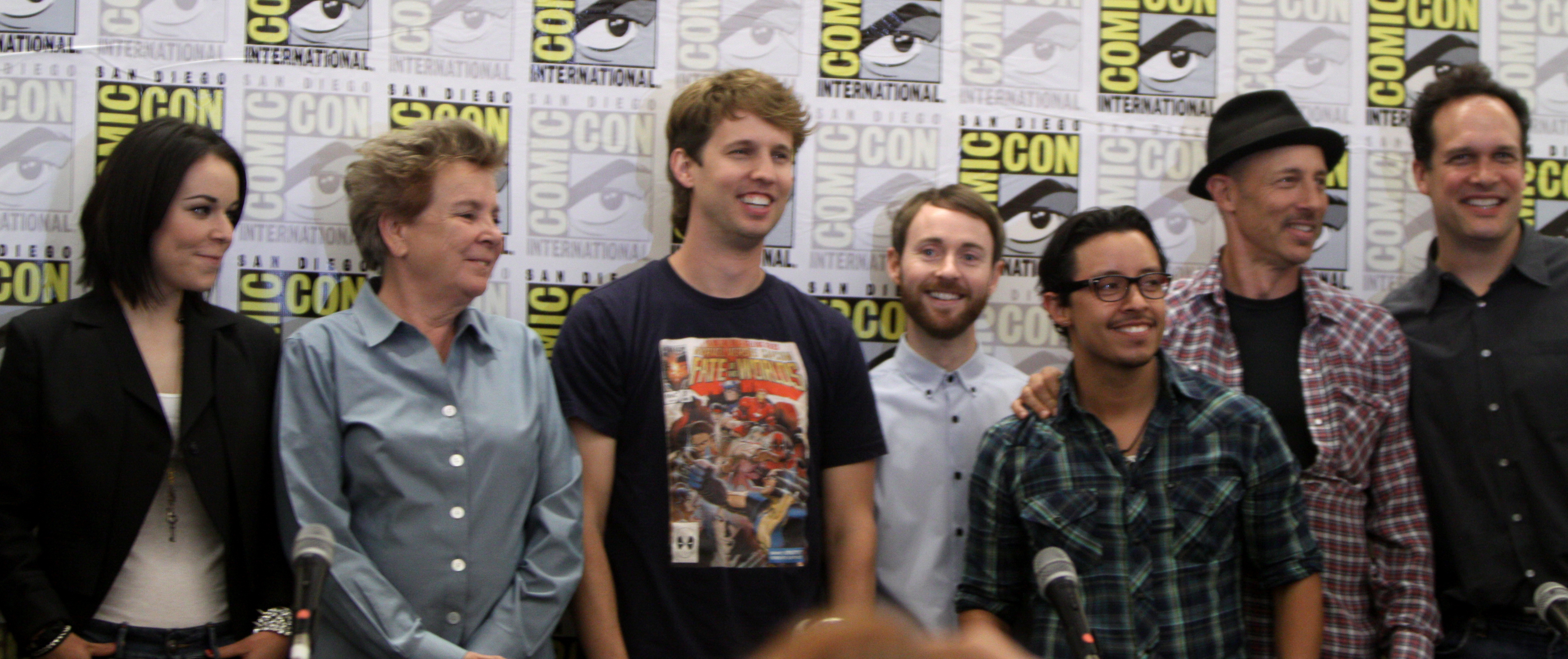
『ナポレオン・ダイナマイト』のキャスト

ナポレオン・ダイナマイト
演 - ジョン・ヘダー、日本語吹替 - 草尾毅
バス通学で高校に通う「おたく」風の主人公。趣味は絵を描くことで、自分を棚に上げて変人家族に苛立っている。一見いじめられっ子に見えるが、非常に性格の熱い男で努力家。意外な才能を持っている。
キップ・ダイナマイト
演 - アーロン・ルーエル、日本語吹替 - 小野塚貴志
ナポレオンの兄で気弱な引きこもりのチャット中毒32歳。格闘技のレッスンやリコとのベンチャーなど、決して無気力ではないようで、チャットで知り合った黒人女性ラフォンダとのメイクラブで変身する。
リコ
演 - ジョン・グリース、日本語吹替 - 木下浩之
ナポレオンの叔父。1982年のアメフトチームのメンバーに入れてもらえなかったことを恨んでおり、自分が出ていれば優勝していたと過去を振り返ってばかりいる。町の住人相手にセールスの仕事を始める。
ペドロ・サンチェズ
演 - エフレン・ラミレッツ、日本語吹替 - 日野聡
メキシコ系移民の転校生。温厚でやや常識知らずな性格だが、学園の美女や生徒会長を狙う勇猛果敢な男。恐い従兄弟がいる。
デビー
演 - ティナ・マジョリーノ、日本語吹替 - 仙台エリ
ナポレオンの同級生。進学資金を稼ぐために「デビーのグラマラスショット」という写真屋をしている。
サマー・ホイトリー
演 - ヘイリー・ダフ、日本語吹替 - 山口眞弓
お高く留まった金髪美少女。生徒会長選挙でペドロと争う。
トリシャ・スティーヴェンス
演 - エミリー・ティンドール、日本語吹替 - 相田さやか
サマーの友人。同情した母に無理やりナポレオンとダンスに行かされる。
ラフォンダ・ルーカス
演 - ションドレラ・エイヴリー、日本語吹替 - 上村典子
キップがチャットで知り合った黒人女性。デトロイトからやってきて、キップを大改造する。後日談ではキップとソウルメイトになる。
カーリンダ・ダイナマイト
演 - サンディ・マーティン
ダイナマイト家の祖母。

## テレビシリーズ
2012年にFOXで放送されたが、日本では未公開。 ナポレオン_ダイナマイト_(TVシリーズ)

## 受賞歴
- 全米コメディフェスティバル最優秀賞作品賞
- ゴールデンサテライトオリジナルスコア賞
- MTVムービー・アワード2005 作品賞
- サンダンス映画祭正式出品作品